# 月刊少女野崎くん
『月刊少女野崎くん』（げっかんしょうじょのざきくん）は、椿いづみによる日本の男性向け4コマ漫画。スクウェア・エニックスのウェブコミック配信サイト『ガンガンONLINE』で2011年8月25日更新分より連載中。不定期更新。
2014年7月にはテレビアニメ化され、深夜アニメとしてテレビ東京ほかで全12話が放送された。

## 概要
男子高校生で人気少女漫画家の野崎梅太郎と、アシスタントになった女子高校生の佐倉千代を中心に、彼らとその周囲を取り巻く人々をコメディタッチに描いている。白泉社で少女漫画家としてデビューした作者が初めて描いた4コマ漫画をガンガンONLINE編集部に持ち込んで採用となり、ガンガンONLINEが2011年7月から実施している「毎週新連載16作品プロジェクト」の第9弾として連載が開始された。
インターネットラジオ『スクエニChan!』第31回放送内でパーソナリティ3人によるラジオドラマ企画として、安元洋貴が野崎、西明日香が佐倉、KENNが御子柴をそれぞれ声を演じた。
2013年6月26日にドラマCDが発売された。メインの担当声優は作者の希望で選ばれており、上記の3人も偶然イメージと一致していたということで続投している。
2014年3月22日にテレビアニメ化が発表され、同7月から9月まで放送された。
2021年8月時点でシリーズ累計発行部数は800万部を突破している。

## あらすじ
浪漫学園に通う女子高生・佐倉千代は勇気を振り絞り、かねてより想いを寄せていた隣のクラスの男子生徒、野崎梅太郎に告白を決意する。ところが野崎は、女性の筆名で少女漫画雑誌に連載を持つプロの漫画家という、もうひとつの顔を持っていた。佐倉は野崎に異性としての好意の告白をファンとしての告白と取り違えられたことから、ベタ塗り担当として野崎のアシスタントを務めることになる。
無愛想で、いつも漫画の題材を集めることしか頭にない野崎の奇行の数々に振り回されながらも、佐倉は持ち前の社交性を発揮し、野崎のアシスタント仲間や、出版業界の人々、野崎の家族といった人々の間に交友関係を広げていく。一方、佐倉は野崎が自分のことを異性としてどう見ているのか読めず、悶々とする毎日を過ごすことになるが、実は佐倉自身が野崎の描く少女漫画『恋しよっ♡』のヒロイン、マミコの外見上のモチーフになっていたという真実を知らされずにいる。
野崎の仕事場では佐倉のほか、悪ぶっているのに繊細な心を持つツンデレ男子の御子柴実琴、演劇部部長の堀政行、バスケ部の後輩の若松博隆といった学生たちが、それぞれアシスタントとして特殊効果・背景・消しゴムかけを担当しており、学校では彼らの交友関係を中心に物語が展開していく。
堀の後輩で、演劇部で男役を演じる鹿島遊は、野崎たちが少女漫画を執筆していることを知らされていなかったことが原因で、先輩として敬愛する堀には女装願望があると勘違いし、その応援をしようとして的外れなフォローを繰り返すようになる。
また若松は、佐倉の友人でがさつな性格の瀬尾結月から気に入られ、彼女こそが顔を知らない思い人「声楽部のローレライ」の正体であることを知らされないまま交際を続けることになり、野崎の漫画のモチーフにされる。やがて彼らの人間関係は横にも繋がっていき、堀は若松が声楽部の生徒に好意を寄せているという話から着想を得て、演劇部でミュージカルを催すことを思いつく。音痴が密かな負い目である鹿島は堀を失望させないため、佐倉の仲介で瀬尾に弟子入りするが、若松は鹿島のことを瀬尾の彼氏と誤解してひと騒動を繰り広げることになる。
御子柴は友人である佐倉や鹿島から相談されたり、若松と瀬尾の関係の真相を把握することになったりと、友人たちの恋愛模様を俯瞰する立場となっていくが、ギャルゲーでしか恋愛を体験したことがない御子柴も彼らに有益なアドバイスをすることができない。そんな御子柴もまた、野崎からマミコの性格上のモデルにされていることを知らされずにいたり、野崎の弟で天才肌だが無気力な野崎真由との奇妙な交友関係を築くことになったりする。
野崎の担当編集者である宮前剣と、前任の担当編集者である前野蜜也との腐れ縁や確執、そして前野の雑な仕事ぶりに振り回される漫画家の都ゆかりが、仕事のことを友達に隠しているためにおかしな誤解を広げていく経緯といったサイドストーリーも織り込みつつ、野崎とそのアシスタントたちは漫画家としての多忙な日々と、勘違いに勘違いの絡み合った日常を過ごしていく。

## 登場人物
「声」はメディアミックス化で役を演じた担当声優。2013年のドラマCD版と2014年のテレビアニメ版ではキャスティングが異なるが、断り書きがないものはテレビアニメ版の声優を記す。プロフィールは原作第4巻および公式ファンブックより。

### 主人公
野崎 梅太郎（のざき うめたろう） / ペンネーム：夢野 咲子（ゆめの さきこ）
声 - 安元洋貴（ドラマCD版） / 中村悠一（テレビアニメ版）
本作の主人公。普段は無骨な男子高校生だが、もう1つの顔は「夢野咲子」のペンネームで活躍する売れっ子少女漫画家。学年クラスは2-B。身長190センチメートル。誕生日は6月6日、血液型はA型。靴のサイズは28.5。
繊細な心理描写の恋愛漫画に定評があるが、自身が描く漫画のストーリー内容は周囲の人間を観察し想像を膨らませたもので、本人は恋愛経験が皆無。また、やや天然の気があり、ネーム段階では頓珍漢なネタを出しその度に佐倉や宮前に突っ込まれているが、担当の宮前のお陰で最終的には普通の漫画になっている。
漫画以外に関しては無趣味で、言動にもデリカシーや遠慮が感じられない。ワーカホリック気味なところがあり、漫画のネタ探しとなると奇行に走ることが多い。反面、周りが変人ばかりなのでツッコミに回ることもあり、漫画とその作業に対する姿勢も真面目である。自身が少女漫画家であることは隠していないが、「繊細な心理描写と華やかな画面」とされる作風に反するデリカシーのない性格から周囲から信じてもらえず、学校内で事実を知っているのはアシスタントをしている友人や先輩しかいない。美術部に所属している佐倉が描いたはみ出しの少ないポスターを以前に見たことでその技術を買っており、いずれアシスタントに採用したいと考えていた。中学時代はバスケット部として活躍し、若松は当時の同じ部の後輩である。
普段は表情に乏しく朴念仁を絵に描いたような人物であり、彼を熱烈に慕っている佐倉に対しても、その好意に気付く素振りすら見せないが、ある程度の信頼関係は築けている。テレビアニメ版の裏設定では、仕事に熱中するあまり漫画のことばかり考えていて感情表現を疎かにしているが、内面では感情豊かな人物という解釈で演出されている。
『月刊少女ロマンス』という少女漫画雑誌で『恋しよっ♡』を連載しており、周囲の人物をモデルに性別を逆転させたキャラクターが多々存在する。素の大雑把な性格故か背景を描くのが苦手で、まったく進歩する様子を見せていない他、キャラクターの位置や視点がコマごとにバラバラになるなどの欠点もある。
学業と漫画家としての活動を両立するため、父親を何とか説得し実家を出て学校の近くのマンションで一人暮らしをしている。母親の手伝いをしていたため、家事が得意で、料理も上手い。
佐倉 千代（さくら ちよ）
声 - 西明日香（ドラマCD版） / 小澤亜李（テレビアニメ版）
本作のヒロイン。劇中における主要なツッコミ役でもあるが、ボケ役に転じることも多い。隣のクラスの野崎に片思いをしている、小柄な女子高校生。学年クラスは2-A。身長145センチメートル。誕生日は3月27日、血液型はO型。頭の両側につけた大きな赤い水玉柄のリボンがトレードマーク。中学生の弟がいる。
無邪気で快活な性格だがあまり要領は良くなく、全体的にどんくさい。物語冒頭で思い切って野崎に恋心を告白しようとしたものの、この時に「ファンです」と言ってしまったために言葉の意味を「作品のファン」と取り違えられて色紙を贈られ、いつの間にか野崎のアシスタントとなっていた。もらった色紙には夢野咲子のサインが書かれており、そこから野崎が著名な少女漫画家だと気が付く。美術部に所属しており、メインは水彩画。ベタを塗るのが得意だが、野崎や御子柴同様に背景を描くのは苦手。また基本に忠実であるがゆえに応用が苦手で、背景のモブキャラを描いた際には写したキャラを、不自然なポーズでそのまま描いてしまった。また意外とノリが良く、場の空気に飲まれることが多い。
野崎に好意を抱いているので、基本的に彼のすることには賛同するタイプ。好きな男性のタイプも野崎そのもの。しかし野崎の仕事の手伝いをするようになり、ごくごく普通に触れ合う時間が大幅に増えたせいで、一時期は『野崎に好意を持っていること』をすっかり忘れていたこともあった。ただし、今でも野崎が無意識に行うしぐさや行動に反応したり、彼を意識するあまり突拍子もない行動に出たりすることがある。
本編開始前にあたる話では、片思いの期間が長過ぎたせいで初心を忘れてしまい、野崎が使ったストローやチョークなどを収集するストーカー気質な部分を見せていた。しかし彼のアシスタントをするうちに、行き詰ったときに最初に相談されるなど右腕のような存在になっているのか、第60号においては「佐倉に逃げられたら一番ショックかも」と言わしめている。
テレビアニメ版は、千代の告白から片想いの着地点までの心の動きが物語の主軸なっており、物語を支える土台としての役割が与えられている。

### 主要人物
御子柴 実琴（みこしば みこと）
声 - KENN（ドラマCD版） / 岡本信彦（テレビアニメ版）
佐倉が加わる以前から野崎のアシスタントをしている男子高校生。野崎が描く漫画で花・小物・効果を担当している。学年クラスは2-G。身長177センチメートル。誕生日は2月14日、血液型はA型。
少しワルそうな雰囲気を漂わせた美形で、気障なセリフや悪ぶった態度で女生徒たちの人気を博しているが、実は恥ずかしがり屋かつツンデレな一面を持つ小心者かつ残念なイケメンキャラ。そのような内面を持っているために野崎からは心の中で「みこりん」という愛称をつけられ、野崎が描く漫画のヒロイン・マミコのモデルにされている。また、この話を聞いた佐倉からは直接「みこりん」と呼ばれている。初対面の人間に対しては極度に人見知りで、打ち解けていっても僅か1日でリセットされてしまうので時間を掛けて慣らしていかないといけない上、気を許したら許したでいつも以上の軽口を叩いてしまう。しかし、自身が1人っ子でありお兄さんぶりたいため、若松や真由などの年下には人見知りは発生しない。女性との上手い接し方を学ぼうとした結果、ギャルゲーをプレイするようになり、その影響なのか美少女フィギュアにまで手を出し、物事や人物を恋愛アドベンチャーゲームに置き換えて話を進めるなどのレベルでオタク化している。
主要人物の中では最も良識的であり、基本的にツッコミである佐倉に対してもツッコミを入れるなど、気苦労が絶えない。
佐倉に対してはアシスタント経緯で仲良くなり、野崎と共にトリオになることが多い。また、彼女が野崎に片思いしていることも知っている。以前は同級生の鹿島を一方的にライバル視していたが、学業・身体能力・度胸勝負など数々の勝負での惨敗を経てすっかり打ち解ける。
御子柴の蔵書を見た堀との会話の行き違いから、御子柴が花担当である事を告白する。しかし堀は自分が背景担当である事を伝え忘れていたため、花描画の依頼ついでに原稿上で鹿島の話題を出す堀を、しばらくは「背景担当は鹿島のストーカーなのか」と邪推していた。後に演劇部の背景で花の描画を依頼された際、佐倉も交えたやり取りの中で、堀が背景担当である事をようやく知った。
主要人物の中では唯一相方となる女性がいなかったため、初期設定ではその女性になるはずだった野崎真由と絡むことが多い。
第一回人気投票の順位は1位。
瀬尾 結月（せお ゆづき）
声 - 沢城みゆき（ドラマCD版、テレビアニメ版）
佐倉の友人でクラスメイト。学年クラスは2-A。身長163センチメートル。誕生日は7月7日、血液型はB型。主要人物の中では一番胸が大きい。遼介という兄がおり、美味しいものを買ってくれることから慕っている。
悪気はないが靴下を履かないほどがさつで、場の雰囲気も他人の感情も全く読めない性格の持ち主であり、常に誰かに怒られている。逆立ちで歩くことができるなど運動神経が良く、さまざまな部活の助っ人を頼まれるが、反則も辞さない自己中心的な酷いラフプレイや相手が受け止められないパスや強烈なシュートなどを行うため、その実情は嫌な対戦相手との戦いを想定したシミュレーションや、自己中心的なプレイを自戒するための反面教師が目的となっている。男女問わず物事をズケズケと言う性格だが、佐倉以外にも友達はいる。佐倉とは出席番号が近かったので仲良くなった。
声楽部に所属し、天使の歌声と言われるほど、普段の性格からは想像もできない歌唱力を持つ。その落差から「声楽部のローレライ」の異名を持つ。また、コンクール仕様（髪を解き、服装を正した状態）では喋らなくなることから他校生から「浪漫学園の人魚姫（リトルマーメイド）」と呼ばれている。テレビアニメで彼女が歌うシーンでは基本的に、カーロ・ミオ・ベンが流れる。
自分に懐いているように見える若松を気に入って何かと構い、若松の抗議を自身への好意の表明だと勘違いしてからは映画や遊園地などの遊びに連れ回すようになった。ただし、若松が想いを寄せる「ローレライ」が自分であることは秘密にしたままでいる。しかし第124話にてついに若松にその正体が知られる。
結月をモデルとした「尾瀬（おぜ）」というキャラクターがおり、野崎が結月に対してイライラしたときは連動して作画が悪くなる。
鹿島 遊（かしま ゆう）
声 - 松浦チエ（ドラマCD版） / 中原麻衣（テレビアニメ版）
御子柴の親友でクラスメイト。学年クラスは2-G。身長176センチメートル。誕生日は10月31日、血液型はO型。
中性的な容姿の女子生徒で、眉目秀麗、勉強も運動もでき、会話が面白く度胸もあり、男としてのありとあらゆるモテ要素を網羅している。劇中では男性に間違われる描写が存在するものの、大勢の女生徒からちやほやされたり、気障な台詞で応じたりすることを心から楽しんでおり、男性扱いされることへの抵抗感やコンプレックスを持たない。余りにも女子にモテるため、女子の普通の友人は数少ない。
一方、純真で間の抜けた一面もあり、劇中において的外れな勘違いを重ねるコメディーリリーフでもある。男子からは「学園の王子様」という異名で呼ばれており、敬称付きの場合は「鹿島くん」と呼ばれる。中学生の妹がいる。
演劇部所属で、王子様役など重要な役柄を任されることが多いが、女の子と遊ぶために遅刻とサボりを繰り返す常習犯であり、その度に堀に「お迎え」という名の力技の折檻を受けている。しかし、堀を嫌うどころか、むしろ好意を全開にして慕っており、殴られるのも自分が特別扱いされている証拠とポジティブにとらえている。
酷い音痴で瀬尾に歌を教わっており、その過程で彼女のことを「せんせい」と呼ぶこともある。後に瀬尾遼介が働くカフェがシフトミスでヘルプを求めた際に働き始め、瀬尾兄妹ともに親睦を深めている。
堀 政行（ほり まさゆき）
声 - 間島淳司（ドラマCD版） / 小野友樹（テレビアニメ版）
演劇部の部長。学年クラスは3-C。身長164センチメートル。誕生日は11月28日、血液型はAB型。好きな女性のタイプは足の綺麗な女性。小学校のころの出来事から、手作りの食べ物が嫌い。高校生の弟がいる。
真面目だが短気な性格であり、隙を見つけてはサボる鹿島にバイオレンスな制裁を加えている。演技はズバ抜けて上手いが、背が伸びず劇に出るには不向きだったため、大道具を担当している。本人の前では言わないものの鹿島の顔自体はことあるごとに絶賛するほどに好きで、その様子は野崎や佐倉から「親バカ」と評されている。
実は野崎の漫画の手伝いに来るアシスタントで、背景担当。野崎との出会いはある日学校の廊下に落ちていた演劇部の未完成台本を野崎が拾って続きを書き加えたところから手紙上でのやり取りが始まった。部活との関係上、主に夜遅くに手伝いに来ている。アシスタントをする代わりに野崎に王子が主役の台本を書いてもらっており、そのことを鹿島に知られたくないので鹿島の親友の御子柴には自分がアシスタントであることを秘密にしている。しかしそれが徒となり、野崎の漫画を持っているところを鹿島に目撃されて以来、彼女に少女趣味と誤解されて女物の服や小物をプレゼントされるなどおかしな気の使い方をされており、その度に激怒している。
御子柴の性格に既視感を覚えてから、彼を呼ぶときに「まみ……こしば」と名前を間違ることがある。
ふとしたきっかけから、野崎宅の開かずの間（御子柴の蔵書）を開け、エロ本ばかりだったため野崎の私物ではない事を看破し、消去法で御子柴にその所有権を尋ねる。聞き方が遠回りだった事も手伝って話が食い違い、「恋しよっ」の事だと思った御子柴の告白により、彼が野崎のアシスタントである事を知った。それからは原稿上で花の描画を頼む傍ら鹿島の話を振るようになったが、掘自身は自分がアシスタントである事を伝えていない為、しばらく御子柴から「背景担当は鹿島のストーカーなのか」と邪推された。後に演劇部の大道具で花の描画が必要になった際に御子柴に依頼、佐倉とのやりとりでようやく堀が背景である事を御子柴が知る事になった。
若松 博隆（わかまつ ひろたか）
声 - 浪川大輔（ドラマCD版） / 木村良平（テレビアニメ版）
バスケット部部員。学年クラスは1-D。身長185センチメートル。誕生日は9月3日、血液型はA型。
中学時代の野崎の後輩。当時の野崎を格好いいと思っていたため、彼が漫画に専念したことを少し残念に思っている。基本的に純粋で繊細な性格で、女子バスケ部の助っ人に出ていた瀬尾の影響で寝不足に陥っていたが、野崎から渡された瀬尾の歌を聞くことで安眠を得るようになった。しかし、その歌声が瀬尾のものであることには気が付いていない。瀬尾に苦手意識を抱いているが、傍から見ると懐いているようにしか見えないため、彼女からは気に入られている。女性のタイプは心の綺麗な人で、見た目は全く気にしない。そのせいか演劇部の小旅行で他の面々と海に出かけた際に、瀬尾の胸に対して「ただの脂肪の塊」と言ってのけている。年の離れた姉と、小学生の弟がいる。
瀬尾に対し、一度文句を言おうと果たし状を送ったが、野崎の持っていた少女漫画を参考にした結果、見当違いな行動になったうえ声楽部のローレライを褒める発言をしたことで余計に気に入られる結果になり、瀬尾の外出に付き合わされるようになった。以来、瀬尾からは「若」という愛称で呼ばれている。瀬尾に対抗しようとしているがその全てが裏目に出て更に気に入られる結果となっている。
瀬尾さえ絡まなければ非常に好青年であり、瀬尾が修学旅行で不在の時は男女問わない無償の親切を振りまいており、「異常な心のでかさ」と評されたうえにあらゆる女子から惚れられ、掘らが助けなければ望まない交際にこぎつけられるところであった。堀のアドバイスで女子を親切の対象から外した際には「男にしか親切にしない一年男子」として妙な噂が立ってしまった。
後にふとしたきっかけから、結月がローレライである事を認識。それからは就寝時の習慣であったローレライの歌をイヤホンで聞く事ができなくなり、スピーカーで聞くようになった。
たまに野崎の仕事場で消しゴムをかけている。アシスタントの中では一番器用で、後にトーンも貼るようになった。
若松をモデルとした「和歌（わか）」というキャラクターがおり、若松が髪を切ったときには連動して若干短めに描かれている。

### 編集者と漫画家
宮前 剣（みやまえ けん）
声 - 三宅健太
野崎の担当の男性編集者。27歳。身長171センチメートル、誕生日は9月22日、血液型はA型。好物は鮭。
無愛想で仕事以外のことにほとんど興味を示さない上に会話嫌い。それが野崎にとってはクールに見えているらしく、野崎からは極端な慕われ方をされている。仕事そのものには真面目で、メールでの素早い対応や野崎へのコメントなどは至極真っ当。編集部の中では数少ない常識人。
ストレスで太るタイプで、特に学生時代からの腐れ縁である前野と付き合いがある期間はストレスが増えて太り、関係が切れるとスリムになる。就職後に前野と同じ職場になってしまいストレスが増大したため、再び太ってしまった。高校時代に付き合っていた女子がおり、互いに前野が嫌いということで意気投合していた模様。
絵を描くことがかなり苦手。野崎に表紙のイラスト案を出した際も、受け狙いだと思われてしまった。
前野の後任を務める事が多く、その反動からか宮前を慕う漫画家は多い。
前野 蜜也（まえの みつや）
声 - 小野大輔
宮前の前に野崎を担当していた男性編集者。27歳。身長176センチメートル、誕生日は8月1日、血液型はB型。
都の担当。美形だがかなりのナルシスト。他人の成果を「自分が助言したから」と語ったり、酔っぱらった際に自らの漫画論を語ろうとしたが何一つ具体的な話ができず、語るものすらないのかと宮前を驚愕させている。
「意味もなくボツにする」「仕事をさぼって遊びに行く」「原稿をなくす」「ミスを犯すと開き直って逆に相手に謝らせる」「写真などの資料を頼んでも自撮りばかりして来る」など、行動は至って自己中心的且つ変な方向に自信を持っている。その一方で表紙の提案をすることになったが絵が壊滅的なレベルである宮前に「絵が苦手なら文章を添えて説明すればいい」と助言したことがある。
タヌキが大好きで、担当している漫画に無理矢理タヌキを出している。『少女ロマンス』の編集部ブログも担当しているが、自分のことばかりを書く前野ブログと化している。ロマンス内では恋愛相談コーナーも担当している。
さわやかなルックスと一見気さくな物腰から遊びで付き合う女の子達や担当になったばかりの新人、同級生の一部からは好意的に見られている。仕事として付き合う内に上述の軽薄かつ無責任な仕事ぶりで漫画家に編集者という存在への不信感を植え付ける。
都 ゆかり（みやこ ゆかり）
声 - 川澄綾子
少女漫画家で女子大学生。大学2年生。身長165センチメートル、誕生日は4月8日、血液型はO型。
『別冊少女ロマンス』の看板漫画家の1人。ペンネームと本名は同じ。野崎と同じマンションの上の階に住んでいる。ファンタジーからミステリー調まで幅広いジャンルの少女漫画を描くことが出来るが、担当が前野であるため、どんな作品にもタヌキを登場させられている。理不尽なことを言われても怒るよりもまず困惑する傾向があり、温和な性格であるため、前野がどんな無茶を言い出しても律儀にそれに応じている。
大学では漫画家であることを隠しているため、編集部からの電話を借金取りへの電話、プロット構想を彼氏へのラブレターだと周りから思われている。家が近くのため野崎とたびたび漫画の内容についての相談を行っているのだが、そこを久川に見られたことで野崎が彼氏だと思われており、さらに会話の内容からかなり爛れたことをやっているのだと勘違いされている。仕事に対しては熱心なため、常にネタ集めには余念が無く、それもまた大学では周囲に誤解を与える一因となっている。
同級生の瀬尾遼介についてはナンパなイメージを持っているが、深層心理ではその良識的な性格を理解しているのか、原稿に起こすとすっかりツッコミキャラとして描いている。

### 主要人物の家族
野崎 真由（のざき まゆ）
梅太郎の弟。中学3年生。身長181センチメートル、誕生日は8月8日、血液型はAB型。御崎第一中学在学。
興味のある事柄にしか取り組まず、興味のない事柄を徹底的に避けようとする性格で、喋るのも面倒なため無口。メールでも「ちち」「じっか」「もん」などの単語のみを変換もせずに送信するが、兄は意味を理解している。初登場時に佐倉から筆談を勧められるが、書くのが面倒になって結局普通に話し始めた。実家暮らし。兄の一人暮らしに対しては、最初は反対していたが、それさえ面倒くさくなり反対するのをやめた。とにかく少しでも面倒だと思うと楽な方に逃げる性格だが、兄の家まで来たはいいが外出中で「電車で20分、家まで10分かかって帰るくらいなら待つ」ということで猛暑の中1時間玄関前で待つなどの根性は持ち合わせている。
柔道部主将を務めており、彼の生活は柔道以外はだらけたものとなっている。しかし本来は有能で、興味の向いている事柄に対しては全力を尽くす性格であり、柔道を餌にされて成績トップを取ったり、寝技を分かりやすく説明するために（美少女の）絵を練習した結果、部員全員が寝技の達人になってしまった。
初期設定では野崎のもう1人の妹であり、御子柴の相方の女性として考えられていたが、御子柴が彼女になじまないため男性となった。御子柴との絡みが多いのはその名残。アニメ最終話では両親と連れ立っている姿が描写された。
少女ロマンス25周年企画で夢野咲子が1週間ブログを書くことになった際、女子高生のアシスタントが男性ではまずいとして御子柴を女性として描いて真由と絡ませてしまったため、読者でその関係を邪推される。この状態で千代をそのまま出すと三角関係になるため、饅頭にリボンをつけたようなキャラで出したところ人気を乗っ取られてしまったため、残念がっている。
野崎 夢子（のざき ゆめこ）
2015年12月17日にガンガンONLINEミニのアプリ限定版（8巻収録）で初登場した梅太郎・真由の妹。『恋しよっ♡』をはじめとする少女漫画の大ファン。同じようなシチュエーションにあこがれているが、求める要素は「転校生」の部分らしい。
野崎家で唯一梅太郎が漫画家であることを知らず、かつ信じていない。また、2人の兄（梅太郎と真由）に比べてかなり画力は低い。
もともとは 裏設定でのみの人物で、著者である椿いづみによる初期の構想では、本作は梅太郎の妹で少女漫画おたくの野崎夢子をヒロイン、その同級生の男子高校生を主人公とした物語を予定しており、漫画家の兄（梅太郎）は端役という位置づけのつもりであったという。正式な設定が固まった後は、妹の夢子は高校生から中学生という設定へと変更され、本編に登場する予定はないものの存在しているという位置づけになっていた。本編においては第56話で、彼女の存在が正式に言及がされていた。野崎は彼女が所有していた少女漫画に影響されて漫画を描きはじめたとされ、投稿作を経てデビューした。「夢野咲子」のペンネームは彼女の名前のアナグラムである。
佐倉 十和（さくら とわ）
本作の五周年企画のアンケート結果により正式登場した、千代の弟。野崎梅太郎のことは千代が憧れている相手だと認識しているが、人気者であるという千代の発言によりファッションモデルだと勘違いしている。姉の奇行についてはしっかり勘づいている。
鹿島 麗（かしま れい）
遊の妹。お嬢様学校として知られる女子高に通っている。夢野咲子のファン。小学生のころから女子校に通っているため恋愛ごとに対する免疫がなく、男女が並んでいるだけで妄想を膨らませてしまう。あまりの暴走具合に遊ですら麗には振り回される。13巻のおまけ漫画では、吉野が惹かれてしまった御子柴に断るようお願いしたところ、「女子高の仲良し二人組に男が入り込むのは地雷だから（ギスるのがしんどい）」というギャルゲー視点の断り方に対し「私はその展開は大好物（片方が裏切る）」と返し、恋愛漫画に対する価値観の違いで言い争っている。
瀬尾 遼介（せお りょうすけ）
都と同じ大学の学生。結月の兄。20歳。
都と野崎がネームの情報交換の際に使用するカフェでウエイターをしている。佐倉、鹿島とも顔見知り。結月とは違い性格はかなり常識的。ただし、ナルシストなきらいがあり自身のことを「カッコいい」と自称している。都に好意を抱いているが空回り気味。遼介自身の勘違いや都の天然さもあって振り回されている。
都の仕事については水商売だと思っているため口を固くしているが、野崎や前野が都の恋人ではないと知ってからも水商売の同僚であると、結局勘違いしている事は変わらなかった。しかし、単行本13巻で誤解が解ける。
そのルックスから都からは軟派なイメージを持たれていたが、久川陽菜から「素直な雑草」との評から始まるひと騒動によって都の漫画でツッコミキャラとして登場し、「都合のいい男」と称されるほどに使い勝手のいいキャラになっている。

### その他の人物
久川 陽菜（ひさかわ ひな）
都と同じ大学の友人。当初は名前が設定されていなかったが五周年企画のアンケートの「モブキャラクターの中で名前を付けてほしいキャラクター」で一位になったため名前が設定され、104号で判明。都と野崎が一緒にいるのを目撃し、野崎を彼氏と勘違いした。実は彼氏持ち。遼介の都への一途な思いを知っているため「素直な雑草」と評している。
吉野（よしの）
鹿島麗の同級生。男性に対する免疫がないどころか受け入れる傾向にあり、ナンパや堀の演技、店員の接客に至るまで自身への恋愛感情として受け止めてしまう。そのため、恋愛についてひと騒動を起こした麗ですら真顔になるほど心配し、姉・遊の知り合いで一番ステキな男性（結果的に堀）に吉野の性格改善を依頼した。非常に手間がかかりつつも堀とは問題なく話せるようになったが、通りかかった御子柴のいつものナンパ発言に引っ張られてしまい、振出しに戻った。

### 『恋しよっ♡』（作中作）の登場人物
作中で野崎が月刊少女ロマンスで連載している少女漫画『恋しよっ♡』の中の登場人物。連載開始時期は野崎の学園入学後だが、正確な時期は不明。下記の2人の他、瀬尾と若松をモデルとしたサブキャラクターも登場している。
マミコ
声 - 田村ゆかり（ドラマCD版） / 三宅麻理恵（テレビアニメ版）
『恋しよっ♡』の主人公。恥ずかしがり屋などこにでもいる普通の女子高校生。鈴木に対して自分の気持ちを素直に伝えられない。徒歩通学。性格のモデルは御子柴、外見のモデルは佐倉である。
鈴木 三郎（すずき さぶろう）
声 - 浪川大輔（ドラマCD版） / 宮野真守（テレビアニメ版）
マミコの恋の相手。自転車通学をしているイケメン男子高校生。野崎いわく実は毎晩徹夜で勉強をしている努力家。お肌の手入れも欠かさないらしい。野崎が描きやすいお気に入りキャラ。特定のモデルはいないようであくまで野崎の好みの（一番描きやすい）顔の男子であるらしく、モデルがいない場合は他のキャラクターも彼そっくりになってしまうことがある。一方でこれと言った特徴がないのか、作中の人気投票では4位、2位だった保険医を子持ちにしても、2位にエピソードを追加した尾瀬が食い込んで3位だった。
尾瀬
声 - 鈴木達央
『恋しよっ♡』のサブキャラクター。モデルは瀬尾で、性格は瀬尾そのものであるが、性別は男。マミコたちとの関わりは一切描かれていない。ぶっきらぼうながら和歌に気付かないようにその好意を表している。
和歌ともどもネタ元が優秀であるためか、この二人のエピソードは非常に人気がある。
和歌
声 - 升望
『恋しよっ♡』のサブキャラクター。姓か名かは不明。モデルは若松だが、性別は女。モデル同様、何かと尾瀬の被害にあっているようだが、気になっている描写がある。尾瀬と同じくマミコたちとの関わりは一切描かれていないが、52号において和歌とよく似た女生徒がマミコと一緒に歩く様子が描写されている。

## 用語
浪漫学園（ろまんがくえん）

## 書誌情報

### 単行本
- 椿いづみ『月刊少女野崎くん』スクウェア・エニックス〈ガンガンコミックスONLINE〉、既刊17巻（2025年8月8日現在）
  1. 2012年4月20日発売[42]、ISBN 978-4-7575-3566-4
  2. 2012年11月22日発売[43]、ISBN 978-4-7575-3777-4
  3. 2013年6月22日発売[44]、ISBN 978-4-7575-3985-3
  4. 2014年1月22日発売[45]、ISBN 978-4-7575-4203-7
  5. 2014年7月22日発売[46]、ISBN 978-4-7575-4353-9
  6. 2015年2月21日発売[47]、ISBN 978-4-7575-4378-2
    - 「初回限定特装版」同日発売[48]、ISBN 978-4-7575-4379-9

  7. 2015年12月22日発売[49]、ISBN 978-4-7575-4830-5
  8. 2016年8月22日発売[50]、ISBN 978-4-7575-4870-1
    - 「初回限定特装版」同日発売[51]、ISBN 978-4-7575-4871-8

  9. 2017年8月22日発売[52]、ISBN 978-4-7575-5442-9
  10. 2018年7月21日発売[53]、ISBN 978-4-7575-5782-6
  11. 2019年8月22日発売[54]、ISBN 978-4-7575-6150-2
    - 「特装版」同日発売[55]、ISBN 978-4-7575-6151-9

  12. 2020年8月11日発売[56]、ISBN 978-4-7575-6797-9
  13. 2021年8月11日発売[57]、ISBN 978-4-7575-7395-6
    - 「特装版」同日発売[58]、ISBN 978-4-7575-7396-3

  14. 2022年8月10日発売[59]、ISBN 978-4-7575-8078-7
  15. 2023年8月10日発売[60]、ISBN 978-4-7575-8428-0
    - 「特装版（15.5巻付き）」同日発売[61]、ISBN 978-4-7575-8726-7

  16. 2024年8月9日発売[62]、ISBN 978-4-7575-9352-7
  17. 2025年8月8日発売[63]、ISBN 978-4-301-00010-5

### 関連書籍
- 『月刊少女野崎くん 公式ファンブック』スクウェア・エニックス〈ガンガンコミックスONLINE〉、2014年8月22日発売[64]、ISBN 978-4-7575-4406-2
- 『月刊少女野崎くん アンソロジー』スクウェア・エニックス〈ガンガンコミックスONLINE〉、2014年8月22日発売[65]、ISBN 978-4-7575-4405-5
- 『TVアニメ 月刊少女野崎くん オフィシャルファンブック』学研プラス〈学研ムック〉、2015年1月29日発売[66]、ISBN 978-4-05-610735-7

## ドラマCD
2013年6月26日に、フロンティアワークスより発売。脚本は原作者・椿いづみの書下ろし。

## テレビアニメ
2014年7月より9月まで放送された。声優による演技の収録はアフレコではなく、先に演技を収録してから絵をつけるプレスコ方式で行われた。
劇中において登場人物たちが執筆している劇中漫画は、原作の絵を用いず、コンペティションを通じて選ばれたプロの漫画家に依頼するという形で行われた。視聴者に対し、現実と繋がった世界にアニメの登場人物がいるかのような印象を持たせるため、テレビアニメ版における劇中漫画には下書きの線や修正の後を残すなど、生原稿らしく見せる描写がされている。
テレビアニメ版は、ヒロインである千代の一途な想いを軸に、告白からその着地点までの物語として構成されている。テレビアニメ版のサブタイトルは、ガンガンONLINE掲載時の扉ページに掲載されたアオリ文や、オチの部分に書かれた後引きから取られている。テレビアニメ版における各話は、原作のエピソードを「恋愛」「学校」「仕事」の3パターンに分類し、各話ごとに1つのパターンを掘り下げつつ、全話を通じて各パターンのバランスを取って振り分けるという意図で再構成されており、エピソードの順序が原作から変更されている。

### スタッフ
- 原作 - 椿いづみ[10]
- 監督 - 山﨑みつえ[10]
- チーフ演出 - 竹下良平[10]
- シリーズ構成・脚本 - 中村能子[10]
- キャラクターデザイン・総作画監督 - 谷口淳一郎
- 劇中漫画制作 - 菊地七菜、白石識
- プロップデザイン - 天崎まなむ
- 美術監督 - 河野次郎[10]
- 色彩設計 - 石黒けい[10]
- 撮影監督 - 伊藤邦彦[10]
- 編集 - 武宮むつみ[10]
- 音響監督 - 松尾衡[10]
- 音響効果 - 山田稔、白石唯果
- 音楽 - 橋本由香利[10]
- 音楽プロデューサー - 若林豪
- 音楽制作 - KADOKAWA（メディアファクトリー）[10]
- プロデューサー - 田中翔、紅谷佳和、渡邊愛美、鎌田肇、石塚正俊、松澤博
- アニメーションプロデューサー - 中村陽介
- アニメーション制作 - 動画工房[10]
- 製作 - 月刊少女野崎くん製作委員会（KADOKAWA メディアファクトリー、テレビ東京、AT-X、動画工房、ソニー・ミュージックコミュニケーションズ、フロンティアワークス）

### エージェントリリース
- Sentai Filmworks（Section 23 Films）（北アメリカ）
- Hanabee（オーストラリア）
- MVM Films（イギリス）
- マイティメディア（台湾）

### 主題歌
「君じゃなきゃダメみたい」
オーイシマサヨシによるオープニングテーマ。作詞・作曲・編曲はオーイシが大石昌良名義で行っている。
「ウラオモテ・フォーチュン」
佐倉千代（小澤亜李）によるエンディングテーマ。作詞・作曲・編曲はヒゲドライバー。

### 各話リスト
| 話数     | サブタイトル                                       | 絵コンテ       | 演出                                | 作画監督                                             | 放送日時      |
| -------- | -------------------------------------------------- | -------------- | ----------------------------------- | ---------------------------------------------------- | ------------- |
| 創刊号   | その恋は、少女漫画化されてゆく。                   | 山﨑みつえ     | 山﨑みつえ                          | 瀧原美樹                                             | 2014年 7月6日 |
| 第二号   | 新（ニュー）ヒロインをよろしくね♪                  | 齋藤哲人       | 渡部穏寛                            | 宮川智恵子                                           | 7月13日       |
| 第三号   | バイオレンスVSプリンス                             | 竹下良平       | 竹下良平                            | 工藤裕加                                             | 7月20日       |
| 第四号   | 男には、戦わねばならない、時がある。               | 吉川博明       | 野木森達哉                          | 菊永千里                                             | 7月27日       |
| 第五号   | 恋を「思い」「描く」男子。                         | ヤマサキオサム | 守田芸成                            | 天崎まなむ                                           | 8月3日        |
| 第六号   | 魔法をかけて、あ・げ・る♡                          | 齋藤哲人       | 山﨑みつえ                          | 中嶋敦子                                             | 8月10日       |
| 第七号   | 漫画家脳野崎くん                                   | 渡部穏寛       | 渡部穏寛                            | 瀧原美樹、工藤裕加 吉田奏子                          | 8月17日       |
| 第八号   | 学園の王子様（女子）の悩み                         | 竹下良平       | 竹下良平                            | 小谷杏子、菊池聡延 天崎まなむ                        | 8月24日       |
| 第九号   | ドキドキ、たりてる？                               | ヤマサキオサム | 大林雅弥 関久之 竹下良平 山﨑みつえ | 菊永千里、菊池政芳 海保仁美                          | 8月31日       |
| 第十号   | 強まるのは、絆と手綱。                             | 齋藤哲人       | 守田芸成                            | 天崎まなむ、伊藤大翼 市原圭子                        | 9月7日        |
| 第十一号 | 米しよっ♡                                          | 竹下良平       | 竹下良平                            | 吉田奏子、大高美奈 小宮山由美子、工藤裕加 天崎まなむ | 9月14日       |
| 最終号   | この気持ちが恋じゃないなら、きっと世界に恋はない。 | 山﨑みつえ     | 山﨑みつえ                          | 瀧原美樹、工藤裕加 中嶋敦子、森光恵 谷口淳一郎       | 9月21日       |

### 放送局
| 放送期間                | 放送時間                     | 放送局         | 対象地域       | 備考                                   |
| ----------------------- | ---------------------------- | -------------- | -------------- | -------------------------------------- |
| 2014年7月7日 - 9月22日  | 月曜 1:05 - 1:35（日曜深夜） | テレビ東京     | 関東広域圏     | 製作参加                               |
| 2014年7月8日 - 9月23日  | 火曜 1:15 - 1:45（月曜深夜） | テレビ大阪     | 大阪府         |                                        |
| 2014年7月9日 - 9月24日  | 水曜 1:35 - 2:05（火曜深夜） | テレビ北海道   | 北海道         |                                        |
|                         | 水曜 2:35 - 3:05（火曜深夜） | テレビ愛知     | 愛知県         |                                        |
| 2014年7月10日 - 9月25日 | 木曜 1:40 - 2:10（水曜深夜） | テレビせとうち | 岡山県・香川県 |                                        |
| 2014年7月11日 - 9月26日 | 金曜 3:00 - 3:30（木曜深夜） | TVQ九州放送    | 福岡県         |                                        |
|                         | 金曜 23:00 - 23:30           | AT-X           | 日本全域       | 製作委参加 / CS放送 / リピート放送あり |

| 配信開始日    | 配信時間                     | 配信サイト         |
| ------------- | ---------------------------- | ------------------ |
| 2014年7月11日 | 金曜 23:30 更新              | GYAO!              |
| 2014年7月18日 | 金曜 0:00 - 0:30（木曜深夜） | ニコニコ生放送     |
|               | 金曜 0:00（木曜深夜） 更新   | バンダイチャンネル |
|               | 金曜 0:30（木曜深夜） 更新   | ニコニコチャンネル |
|               | 金曜 12:00 更新              | テレビドガッチ     |
| 2014年7月25日 |                              | dアニメストア      |

### BD / DVD
| 巻  | 発売日         | 収録話          | 規格品番   | 規格品番  |
| 巻  | 発売日         | 収録話          | BD         | DVD       |
| --- | -------------- | --------------- | ---------- | --------- |
| 1   | 2014年9月24日  | 第1話 - 第2話   | ZMXZ-9651  | ZMBZ-9661 |
| 2   | 2014年10月29日 | 第3話 - 第4話   | ZMXZ-9652  | ZMBZ-9662 |
| 3   | 2014年11月26日 | 第5話 - 第6話   | ZMXZ-9653  | ZMBZ-9663 |
| 4   | 2014年12月24日 | 第7話 - 第8話   | ZMXZ-9654  | ZMBZ-9664 |
| 5   | 2015年1月28日  | 第9話 - 第10話  | ZMXZ-9655  | ZMBZ-9665 |
| 6   | 2015年2月25日  | 第11話 - 第12話 | ZMXZ-9656  | ZMBZ-9666 |
| BOX | 2016年3月18日  | 第1話 - 第12話  | ZMAZ-10478 | -         |

### 特典アニメ
BD/DVD各巻に収録されている、アニメ最終回後の新作ショートアニメ。
| 話数              | サブタイトル                            | 脚本     | 絵コンテ | 演出     | 作画監督   |
| ----------------- | --------------------------------------- | -------- | -------- | -------- | ---------- |
| 特典アニメ 第一号 | あの美男子、男友達?? それとも彼氏??     | 中村能子 | 齋藤哲人 | 菅原静貴 | 藤原奈津子 |
| 特典アニメ 第二号 | 続・あの美男子、男友達?? それとも彼氏?? | 中村能子 | 齋藤哲人 | 菅原静貴 | 天崎まなむ |
| 特典アニメ 第三号 | 全てが繋がる相関図                      | 中村能子 | 齋藤哲人 | 菅原静貴 | 瀧原美樹   |
| 特典アニメ 第四号 | 夏だ！海だ！合宿だ！                    | 中村能子 | 齋藤哲人 | 菅原静貴 | 工藤裕加   |
| 特典アニメ 第五号 | 俺と太陽、どっちが眩しい？              | 中村能子 | 齋藤哲人 | 菅原静貴 | 尾尻進矢   |
| 特典アニメ 第六号 | その事件は少女漫画化されてゆく。        | 中村能子 | 齋藤哲人 | 菅原静貴 | 中嶋敦子   |

### webラジオ
『WEBラジオ 隔週配信 野崎くん』の番組名で2014年7月6日よりアニメイトTVにて配信された。隔週日曜日更新。本放送に先駆けて6月29日にプレ放送『WEBラジオ（仮）月刊少女野崎くん』が配信された。パーソナリティは、アニメキャスト陣によるゲストパーソナリティ制。番組アシスタントは小澤亜李（佐倉千代 役）で、最終回の第11回（2015年1月25日）ではパーソナリティを務めた。
ゲストパーソナリティ
- プレ放送（2014年6月29日） - 中村悠一（野崎梅太郎 役）、岡本信彦（御子柴実琴 役）
- 第1回（2014年7月6日） - 中村悠一、岡本信彦
- 第2回（2014年7月20日） - 中原麻衣（鹿島遊 役）
- 第3回（2014年8月3日） - 中原麻衣、SPゲスト - オーイシマサヨシ（OP曲担当）
- 第4回（2014年8月17日） - 木村良平（若松博隆 役）、沢城みゆき（瀬尾結月 役）
- 第5回（2014年8月31日） - 木村良平、沢城みゆき
- 第6回（2014年9月14日） - 中原麻衣、小野友樹（堀政行 役）
- 第7回（2014年9月28日） - 中原麻衣、小野友樹
- 第8回（2014年10月12日） - 宮野真守（鈴木三郎 役）、三宅麻理恵（マミコ 役）
- 第9回（2014年10月26日） - 宮野真守、三宅麻理恵
- 第10回（2014年11月9日） - 岡本信彦

## ゲーム
三国志大戦
セガ・インタラクティブのアーケードゲーム。
2019年1月より、本作の千代をモデルにした樊氏（声 - 小清水亜美）が登場している。